# Distrito de Yarabamba

Provincia de Arequipa en el Departamento de Arequipa.

Yarabamba es un distrito de la provincia de Arequipa en el departamento homónimo del sur peruano.

## Historia
Por Ley  N° 9799 del 25 de enero de 1943, se crea en la Provincia de Arequipa, el distrito de Yarabamba, integrado por los pueblos de Yarabamba, como capital, El Cerro, Quichinihuaya y Sogay y los anexos de Chevarría y Postrerrío. Esta misma disposición eleva su capital a la categoría de VILLA.
LA PREHISTORIA DE YARABAMBA está muy unida con la Prehistoria de Arequipa, ya que en su territorio se encuentran los campamentos líticos más importantes de esta nuestra Región. Así tenemos Guanaqueros, Quebrada  Honda, Cambraca y Ccacana que nos muestran la presencia de cazadores varios milenios antes de la era cristiana. Estos sitios arqueológicos presentan evidencias suficientes como para pensar que se trata de los más importantes del valle de Arequipa. Estos cazadores vivieron estableciendo campamentos al aire libre, se especializaron probablemente en la caza del guanaco, camélido que aún habita los cerros cercanos a Yarabamba. Los  talleres estudiados proporcionaron evidencias de una ocupación de cazadores y recolectores de 7000 a 3000 años de antigüedad. En ellos se han encontrado muestras de material lítico, empleado por trashumantes en lugares como Chevarría, Sogay (en los Uzuña o Piedra Grande), San Antonio (Alto San Antonio, Las quebradas de La Aguada Vieja y De la Zorra) con una antigüedad similar a la datación señalada de los campamentos anteriormente anotados.
Por otro lado en Yarabamba   existen también  lugares arqueológicos que demuestran la presencia de grupos humanos  posterior a esta época; esto  está corroborado por los   estudios hechos por renombrados investigadores, quienes señalan que aquí en este territorio se dieron, en distintas épocas, asentamientos como los Uro-‘Puquinas’, Collas  y  finalmente la cultura  Inca que  desde el Cusco impuso  su dominación.  A la vera del río Yarabamba se debieron formar distintos grupos étnicos que se fueron conservando a través de los años y perpetuando con una necesaria transculturación, bautizados posiblemente por los quechuas y se conservaron como las agrupaciones autóctonas de Quequeña, Sogay, Quichinihuaya, Buenavista y Yarabamba.
Al producirse la  conquista, en el siglo XVI, se va generando una serie de documentos relacionados con los Caciques de  las diferentes comunidades, lo mismo de los primeros pobladores españoles del valle de Arequipa, es así que Francisco  Pizarro desde la ciudad del Cusco, expide una provisión el 22 de enero de 1540 por la cual encomienda a Diego Hernández ciertos ‘indios’ llactarunas que habitaban en el valle de Yarabamba. Dos años más tarde, C. Vaca de Castro el 24 de noviembre, concedió a Hernando de Silva 100 naturales, que antes pertenecieron a  Gómez de Tordoya. Esta documentación nos permite sostener que los primeros encomenderos de Yarabamba fueron Diego Hernández, Gómez de Tordoya y Hernando de Silva y además, nos demuestra que muchos españoles, luego de la fundación de Arequipa, llegaron a este acogedor y fructífero valle de Yarabamba.
El pueblo de Yarabamba adquiere importancia a partir de mediados del siglo XVIII, cuando Don Francisco Arenas y Pinto, mediante Real Cédula fue autorizado para desviar las aguas del río Uzuña y poder irrigar las pampas de Yarabamba e incorporar a los grupos étnicos a sus dominios. Los primeros españoles en llegar a Yarabamba fueron: los hermanos Francisco  y  Norberto Arenas y Pinto, los hermanos Atanasio y Carlos de Málaga, Don Pablo Rivera y Echevarría, Diego de Bernedo, Anselmo José de Rivera. Estas familias se  establecieron en la parte alta de Yarabamba denominada “El Cerro” y fijaron sus residencias desde la hacienda San José hasta la Banda.
En 1573, el capitán Juan Maldonado Buendía en visita al pueblo de Yarabamba censó 523 habitantes repartidos de la siguiente forma: 116 menores de 17 años, 117 tributarios de 18 a 50 años 19 ancianos impedidos de tributar; además 271 mujeres de diferentes edades. Los tributos pagados cada año eran 670 pesos ensayados.
El Intendente de Arequipa, D. Antonio Alvares y Jiménez, al visitar la doctrina de Mollebaya en agosto de 1791, consideró que el pueblo de Yarabamba era el más próspero de dicha doctrina, ya que la benignidad del clima le permitía toda clase de sembríos, particularmente cáñamo y lino para la fabricación de géneros. Es por esta época también que  el Intendente Álvarez  y Jiménez, ante el clamor de los pobladores de las circunscripciones de Pocsi, Mollebaya, Quequeña y Yarabamba para que se les dotara  de una infraestructura adecuada  para la enseñanza de las primeras letras y la doctrina cristiana en el idioma castellano a sus pequeños hijos; resuelve  el establecimiento de cuatro escuelas, que gozarán de dotación y para ello se nombrará un respectivo preceptor y se reglamentará la forma en que se ha de cumplir este cargo. Dichos preceptores fueron: Estanislao Peñaloza en Pocsi; Pedro Rodríguez en Mollebaya; Domingo Acosta  en Quequeña y José Hidalgo en Yarabamba.
Durante la República, el hecho más significativo fue la resistencia ofrecida al ejército chileno durante la Guerra del Pacífico, cuyos acontecimientos llevaron al fusilamiento el 24 de noviembre de 1883, de los héroes nacionales nacidos en Yarabamba: Manuel Benito Linares Arenas y Luciano Ruiz Paria; así como de Juan de Dios Acosta Rodríguez y Ángel Figueroa Málaga, naturales de Quequeña. También fueron fusilados Liborio  Linares Portugal, natural de Buenavista; y el arequipeño Mariano Ávila Benavides.

## Etimología
El nombre de Yarabamba proviene de dos voces quechuas: “yaro” o “yara” que es una planta  muy propia de la zona. La YARA es un arbusto frondoso con espinas, que sirve de materia  prima para la confección de utensilios;  y “bamba” que se identifica con llanura,  planicie  o  pampa.

## Geología
Cerca a los Petroglifos abundan cantidades importantes de Brecha constituida en su mayoría por clastos de Turmalina negra, así mismo se puede apreciar una pobre cristalización de Cuarzo con Epidota y raramente se encuentran porfidos cupríferos.
Cerca al cruce con Quequeña abundan rocas conteniendo Olivino y Rodocrosita aluvial.

## División administrativa
Comprende los anexos de Sogay, Quichinihuaya, El Cerro, Pueblo Nuevo, Chevarría, Postrerío y la Banda.

## Autoridades

### Municipales
- 2019 - 2022[2]
  - Alcalde: José Francisco Álvarez Málaga, de Fuerza Arequipeña.
  - Regidores:

  1. Mery Antonieta Pino Gamarra de Chicata (Fuerza Arequipeña)
  2. Rocío Noelia Mejía Flores (Fuerza Arequipeña)
  3. Lisberts Ivette Villanueva Cruz (Fuerza Arequipeña)
  4. Lesmes Mario Quispe Gonzáles (Fuerza Arequipeña)
  5. Benito José Paredes Portugal (Todos por Arequipa)

## Festividades
- San Isidro Labrador.

Esta fiesta se celebra los días 15 de mayo de cada año en el distrito, estas fiestas empiezan un día antes y se celebran con misas, banda de músicos, bailes y quema de castillos donados por devotos. El día central, se realiza la misa de celebración en honor a San Isidro Labrador (patrono de los Campesinos) a las 11: 00 de la mañana, y al término de la misa los caperos esperan en la puerta de la iglesia para acompañar al santo y los pobladores a una procesión que recorrerá el pueblo. El santo sale a visitar las casas que fueron adornadas con imágenes del santo para recibir las bendiciones; la fiesta religiosa se complementa con la degustación de platos típicos de la zona, Esta celebración culmina con la esperada pelea de toros con un numeroso y entusiasta público
- San Antonio de Padua.

Esta fiesta se celebra los días 12 y 13 de junio de cada año en todo el distrito, este santo es apodado Doctor Evangélico según la iglesia católica; considerado el patrono del pueblo; es sin duda es la mayor de todas las celebraciones en Sogay, sin embargo, se celebra en todo el distrito de Yarabamba y la que permanece intacta desde hace muchos años atrás. Los pobladores son fieles devotos de este santo y esa devoción se ve reflejada a través de las misas y procesiones de las que participa la gente y que se llevan a cabo dos días consecutivos; la fiesta religiosa se complementa con la degustación de platos típicos de la zona, tales como los adobos, cuy chactado, sango, pepián, rocoto relleno, pastel de papa, chicharron de chancho, pastel de choclo entre otros. Mucha gente tiene la creencia de encomendarse a este santo para conseguir novio o novia para casarse. Esta celebración culmina con la esperada pelea de toros con un numeroso y entusiasta público.

## Turismo
LUGARES TURÍSTICOS:  
SOGAY: Sogay uno de los anexos  con una rica tradición prehispánica y de un extraordinario y grandioso paisaje al pie de la cuesta de Hornillos con terrazas superpuestas y casitas que trepan las colinas (entre ellas Patalaca y Borracho), a semejanza de un gigantesco nacimiento; fue el asiento del cacique Ramón Benítez Quenaya benefactor de la Iglesia (Parroquia) de Quequeña,  y tiene como cerros tutelares al San Pablo, Borracho, Cambraca, Chillacata  y Cacana.  Nace a la vida política al crearse la Villa  de Yarabamba,  ya que antes  dependía administrativamente del distrito de Quequeña.
Entre los atractivos en este pueblo está: 
•La andenería, que muchos la comparan como un  pequeño anfiteatro parecido al Colca pero en menor escala (apreciación hecha por el insigne científico Augusto Cardich).
•Los Petroglifos de Los Uzuña. Un conjunto de grabados en los que está representados, principalmente, animales; así como motivos antropomorfos y diversas escenas de caza de auquénidos.
•Paralón tampoco está exenta de restos arqueológicos y de arte rupestre. Es bueno indicar que toda esta zona es muy rica en andenería pre Inca, conserva en la parte superior  canales y trazos de una pequeña aldea además de petroglifos. 
•San Pablo, lugar donde se hacían pagos a la tierra. Aquí también se encuentran vestigios de tumbas y plataformas que culminan en una plaza circular.
•Cerro “Borracho”, lugar estratégico donde se encuentra andenería pre inca y petroglifos, Junto a este arte rupestre, existen también pequeñas terrazas y plataformas.
•La Arquitectura de las casas, la mayoría de ellas construidas a principios del siglo pasado; sus callecitas todas empedradas, sinuosas y en pendiente.
•La ‘Tanccana’ o batán y su mano de piedra donde la gente del pueblo, antiguamente molía los granos de maíz, trigo, cebada y el famoso maíz germinado (guiñapo), para la no menos famosa ‘chicha’.
•El molino del lugar, denominado “Molino Rodríguez” tiene la clásica bóveda de medio punto, fue construido sobre la base de sillar, aún quedan los canales internos y la rueda giratoria fechada en 1820.
•Las cascadas que se encuentran en la zona de Cambraca, en el río Sogay. Este río, en su discurrir, forma caídas que han horadado las rocas, formando pozas muy profundas; y junto al paisaje agreste de los cerros que rodean el lugar, se convierten en centro de atención para los visitantes.
SAN ANTONIO: un anexo del distrito de Yarabamba, poblado allá por la década de los sesenta con vecinos de Sogay. En las zonas de Alto San Antonio, Quebrada de la Zorra, Quebrada de la Aguada Vieja y Hualhuayo, de este anexo, existe un sinnúmero de petroglifos, entre otras evidencias arqueológicas, como plataformas, andenería y posiblemente tumbas pre incas.
Las rocas en que están grabados los glifos son de diferentes calidades y texturas, desde superficies perfectamente lisas y brillantes hasta superficies rugosas y accidentadas. Existen grandes bloques de diorita, granito y granodiorita. Algunas piedras que en principio bajo determinadas condiciones de luz, no presentan diseños, al cambiar la iluminación durante el transcurso del día o al pasar los días, permiten ver trazos parciales o diseños completos.
EL CERRO: típico lugar con andenería de casas que se diseminan en una amplia extensión; allí precisamente se encuentra la formación del “volcánico Chachani”, uno de los más viejos del departamento de Arequipa, allí también yacen los muros coloniales de antiguas casonas que nos muestran a las claras que en otrora hubo casta y señorío hispano. Aquí se encuentra  “La Cueva de Ciriaco” Málaga, un abrigo rocoso que alberga un gran número de glifos en las rocas de tufo volcánico. Así mismo la casa de la hacienda grande de San José, una casona construida en 1788. 
CHEVARRÍA: Esta zona se caracteriza por albergar  en su territorio evidencias   del ser humano desde épocas muy antiguas. En él se han encontrado evidencias de caminos, por los cuales transitaban seres humanos desde esta parte del páramo arequipeño hasta la parte del litoral. Del mismo modo, existen petroglifos diseminados por su territorio, principalmente en la zona del cerro El Pedregoso. Así mismo existen dos zonas importantes de petroglifos  muy próximos a la Quebrada del Arquillo. Aquí se aprecia maquetas hechas sobre peñascos de tufo volcánico, tanto en alto y  bajo relieve. Los motivos son fundamentalmente agrícolas.
QUICHINIHUAYA: Otro anexo que presenta un hermoso paisaje. Hace honor a su nombre, “Pueblo en barranco”.  Aquí se puede apreciar todo un panorama de la campiña de esta parte del valle de Arequipa. 
Yarabamba es un distrito que presenta, a sus visitantes, todo lo que el más exigente turista quiere encontrar. Paisaje natural, para  observación están los modernos miradores construidos en los principales anexos o recorrer  los campos de cultivo (agroturismo),  las mismas cascadas o saltos de agua de Cambraca en Sogay; Cultura: tenemos los petroglifos en Sogay, San Antonio, El Cerro y Chevarría y en  arquitectura están las casonas construidas en el siglo XVIII en Quichinihuaya, El Cerro, Sogay o en la misma Villa. De igual manera la arquitectura y el diseño de las casas en Sogay. Así mismo los molinos tanto de Quichinihuaya  como de Sogay.

## Patrimonio
De la época Colonial  quedan muestras de arquitectura civil como la Casa-Tambo del Pago San José y el  conjunto arquitectónico del Molino de Quichiniguaya, ambos construidos con fábrica de sillería.